# Бєлицьк
Бє́лицьк (біл. Беліцк) — селище в Рогачовському районі Гомельської області Білорусі. Розташоване за 24 км на південний схід від Рогачовa. Населення 600 чол. (2006). Утворений в 1960 році як робітниче селище із селища торфопідприємства «Бєлицьке».